# Моторный, Иван Порфирьевич
Иван Порфирьевич Моторный (1918—1973) — лётчик-ас, гвардии майор Советской Армии, участник Великой Отечественной войны, Герой Советского Союза (1943).

## Биография
Иван Моторный родился 29 августа 1918 года в селе Мешково-Погорелово (ныне — Витовский район Николаевской области Украины). После окончания восьми классов школы работал токарем на заводе. Учился в аэроклубе. В 1937 году Моторный был призван на службу в Рабоче-крестьянскую Красную Армию. В 1938 году он окончил Одесскую военную авиационную школу лётчиков. С начала Великой Отечественной войны — на её фронтах.
К началу 1943 года капитан Иван Моторный командовал 512-м истребительным авиаполком (переименован в 53-й гвардейский) 220-й истребительной авиадивизии 16-й воздушной армии Донского фронта. К тому времени он совершил 453 боевых вылетов, принял участие в 117 воздушных боях, сбив 15 вражеских самолётов.
Указом Президиума Верховного Совета СССР «О присвоении звания Героя Советского Союза начальствующему составу Военно-Воздушных сил Красной Армии» от 28 января 1943 года за «образцовое выполнение боевых заданий командования на фронте борьбы с немецкими захватчиками и проявленные при этом отвагу и геройство» капитан Иван Моторный был удостоен высокого звания Героя Советского Союза с вручением ордена Ленина и медали «Золотая Звезда» за номером 695.
К 9 мая 1945 года инспектор-лётчик по технике пилотирования 185-й истребительной авиационной дивизии гвардии майор И. П. Моторный совершил более 600 боевых вылетов, в 130 воздушных боях сбил 17 самолётов врага лично и 9 в группе.
В 1946 году в звании майора Моторный был уволен в запас. Проживал в Риге. В 1947 году работал директором дома отдыха «Рижское взморье», впоследствии –  главный механик на комбинате. Скончался 11 июля 1973 года, похоронен в Риге.
Был награждён двумя орденами Ленина, двумя орденами Красного Знамени, орденами Александра Невского и Отечественной войны 1-й степени, рядом медалей.